# Maison du Chamarier
La maison du Chamarier, aussi connue sous le nom d'hôtel d'Estaing, est une maison située au 37 de la rue Saint-Jean dans le 5e arrondissement de Lyon. Elle fait l'angle avec la rue de la Bombarde.

## Étymologie
Du latin cameriarus, camérier, le terme « Chamarier » désigne l'intendant des finances de l'évêque de la cathédrale proche. Il possède en outre les clefs des portes de l'enceinte canoniale. À partir du XVe siècle le chamarier récolte les taxes perçues lors des foires.
La liste des chamariers entre 1070 et 1779 est connue.

## Histoire
L'édifice est daté du XVe siècle mais les vestiges les plus anciens datent du XIIIe siècle.
Au XIIIe siècle, une première maison est bâtie à l'intérieur du cloître Saint-Jean, contre la muraille construite sous l’épiscopat de Guichard de Pontigny entre 1165 et 1180. Cette première maison s'appuie sur des soubassements antiques et médiévaux. Remanié aux XIVe - XVe siècles, cet édifice est reconstruit au XVIe siècle par François d'Estaing, chamarier à partir de 1496.
La marquise de Sévigné y séjourne en 1672 et 1673, accueillie par le chamarier Charles de Châteauneuf de Rochebonne, beau-frère de sa fille.

### Époque contemporaine
Au XIXe siècle, la maison est transformée en logements. Comme l'ensemble du quartier Saint-Jean, elle se détériore peu à peu. En 1907, un legs la fait échoir à la ville de Lyon. En 1943, l'édifice est classé. Il a par la suite été rénové sous la houlette de l'association Renaissance du Vieux Lyon et grâce à l'impulsion de Denis Trouxe, alors adjoint au maire sous la mandature du maire Raymond Barre.
Entre 1980 et 2015, la maison reste inoccupée. Elle est restaurée en 2005 mais la municipalité a du mal à trouver un projet pour l'occuper, car les travaux de restauration de l'intérieur sont lourds et les édiles lyonnais souhaitent pour cela recourir à un financement privé. En 2016, le projet est finalisé et fournit au sein de cet édifice neuf logements, un Fab lab « Patrimoine du Chamarier » et maintient les deux commerces du rez-de-chaussée. Le groupement d'institutions parti prenant de ce projet comprend plusieurs promoteurs immobiliers, la société Vista & Immogal, l'agence RL & A représentée par l'architecte en chef des Monuments historiques Didier Repellin, la Conservatoire national des arts et métiers et la Société d'équipement du Rhône et de Lyon. Le Fab lab est destiné à faire découvrir aux Lyonnais et aux touristes le Vieux-Lyon grâce aux nouvelles technologies. La maison du Chamarier reste propriété de la ville de Lyon, qui percevra un loyer de 12 000 € par an.
Il est prévu de constituer deux lieux ouverts au public. Un espace géré par la Société d'équipement du Rhône et de Lyon et le Cnam où des imprimantes 3D permettront de réaliser des maquettes des principaux édifices lyonnais. Le second espace libre d'accès est le hall où une maquette et une tablette permettront aux touristes de voir l'évolution de la maison du chamarier.

## Architecture
Les éléments les plus importants de l'édifice sont l'escalier à vis, datant de la fin du Moyen Âge, le cabinet de travail de François d'Estaing, la loggia à l'italienne ornée d'un mur peint réalisé sous Charles d'Estaing, le successeur de François, le puits Renaissance dans la cour, attribué à Philibert Delorme.
La maison du chamarier est un exemple rare de maison civile de l'époque Renaissance.

## Galerie

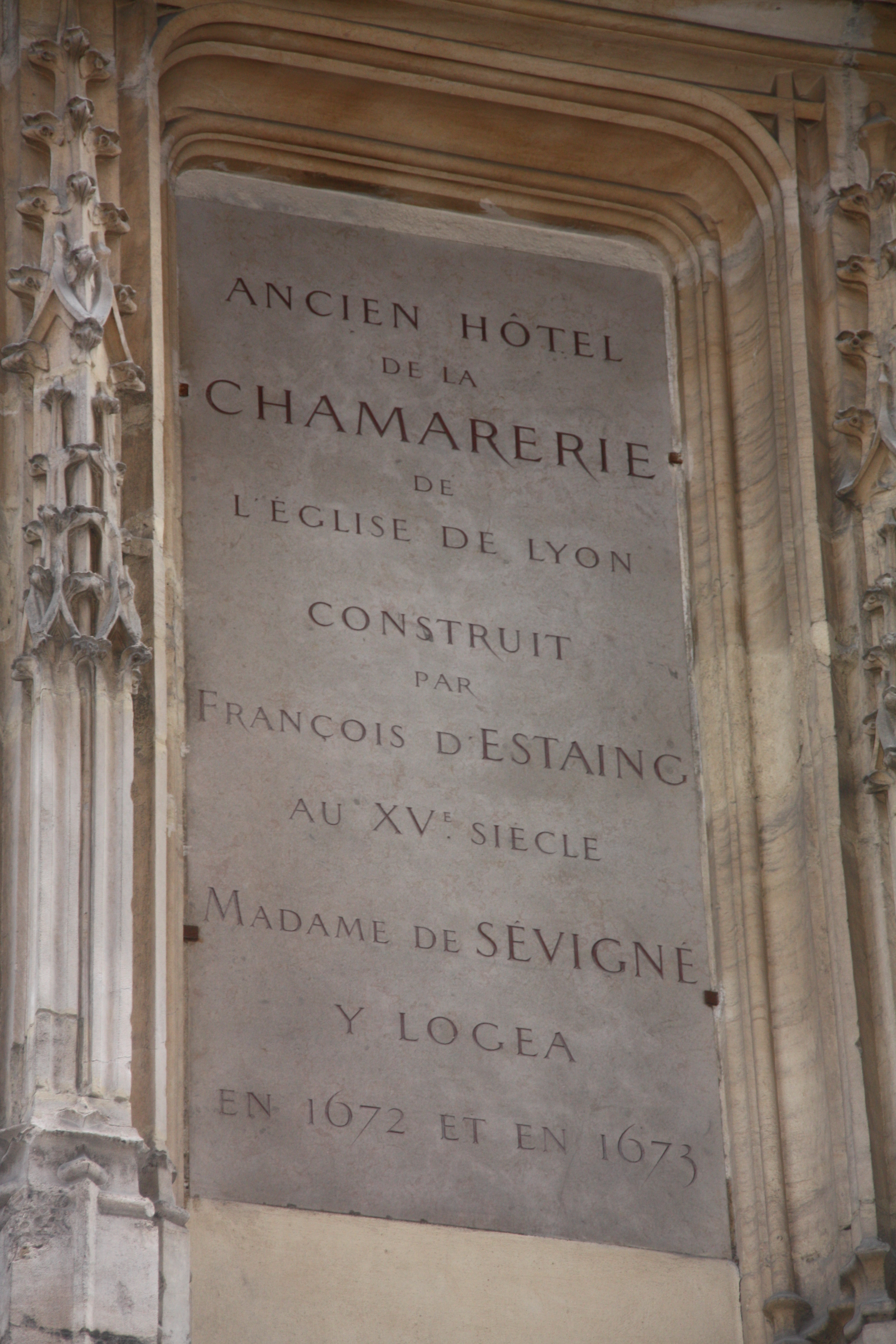
Plaque sur la façade évoquant le séjour de la marquise de Sévigné en 1672 et 1673
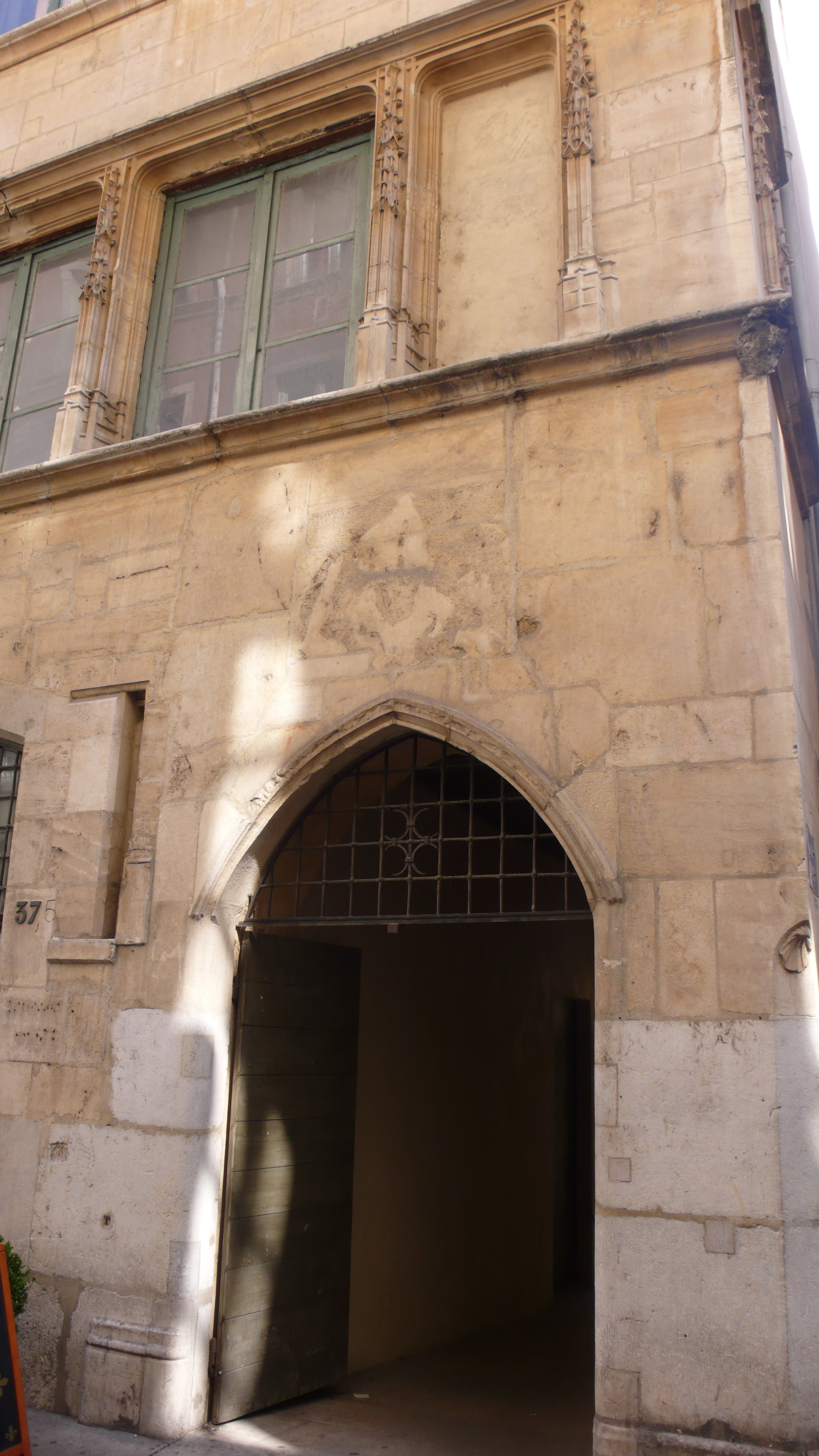
Porte principale donnant sur la rue Saint-Jean.
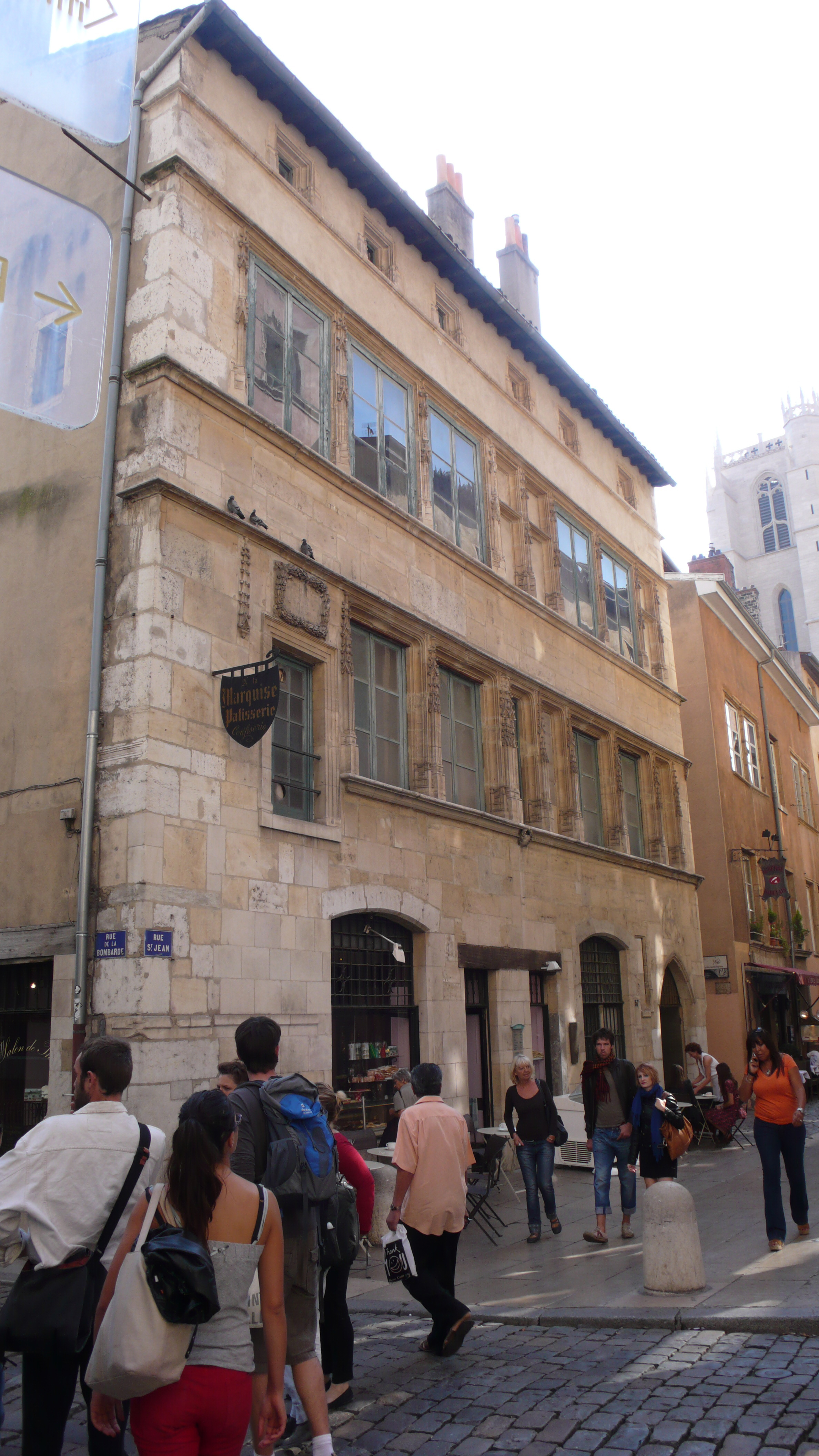
Le bâtiment dans son contexte, vu du nord. À l'arrière-plan sur la droite se distingue l'un des quatre clochers de la primatiale Saint-Jean de Lyon.
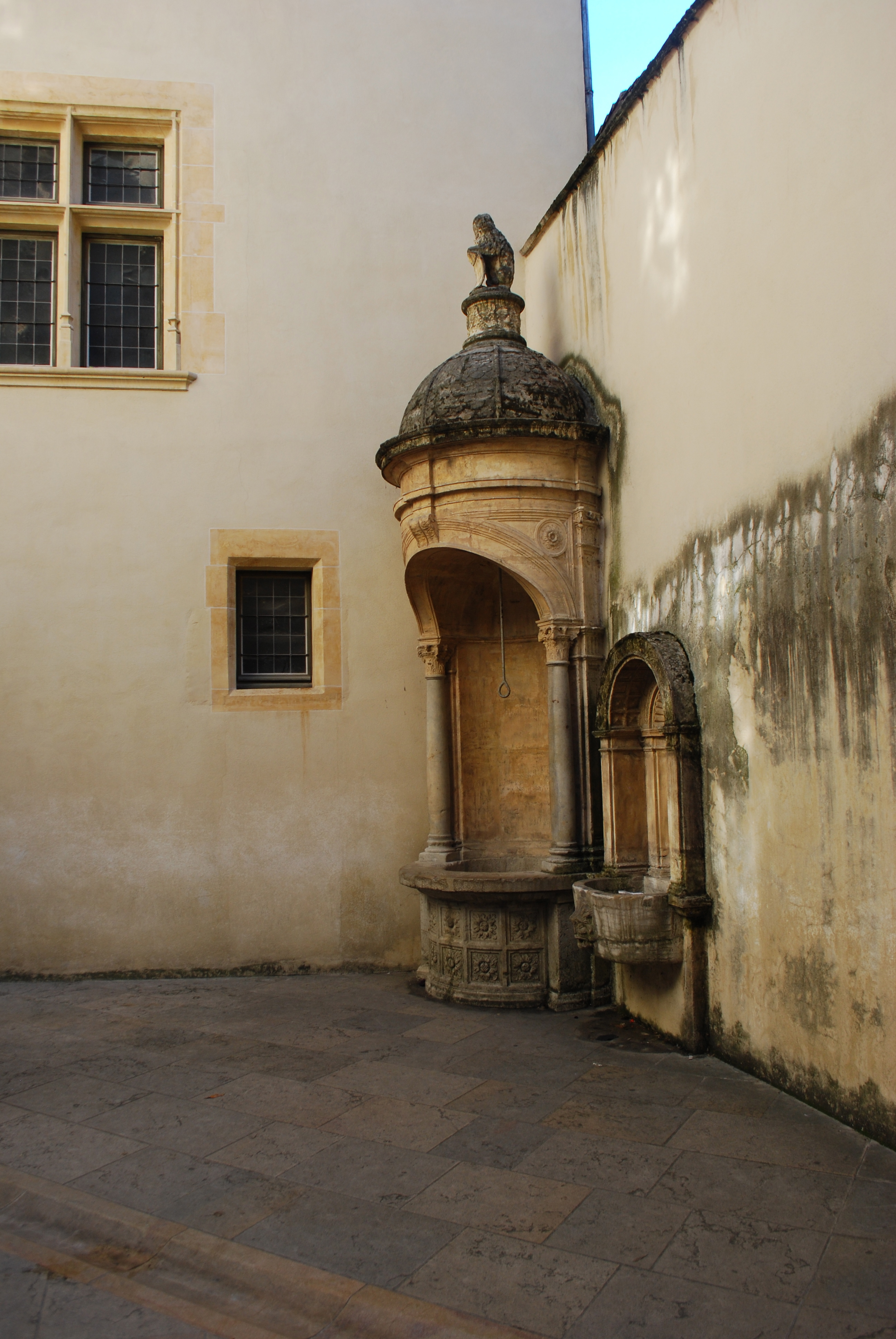
Le puits de style Renaissance, attribue à Philibert Delorme.
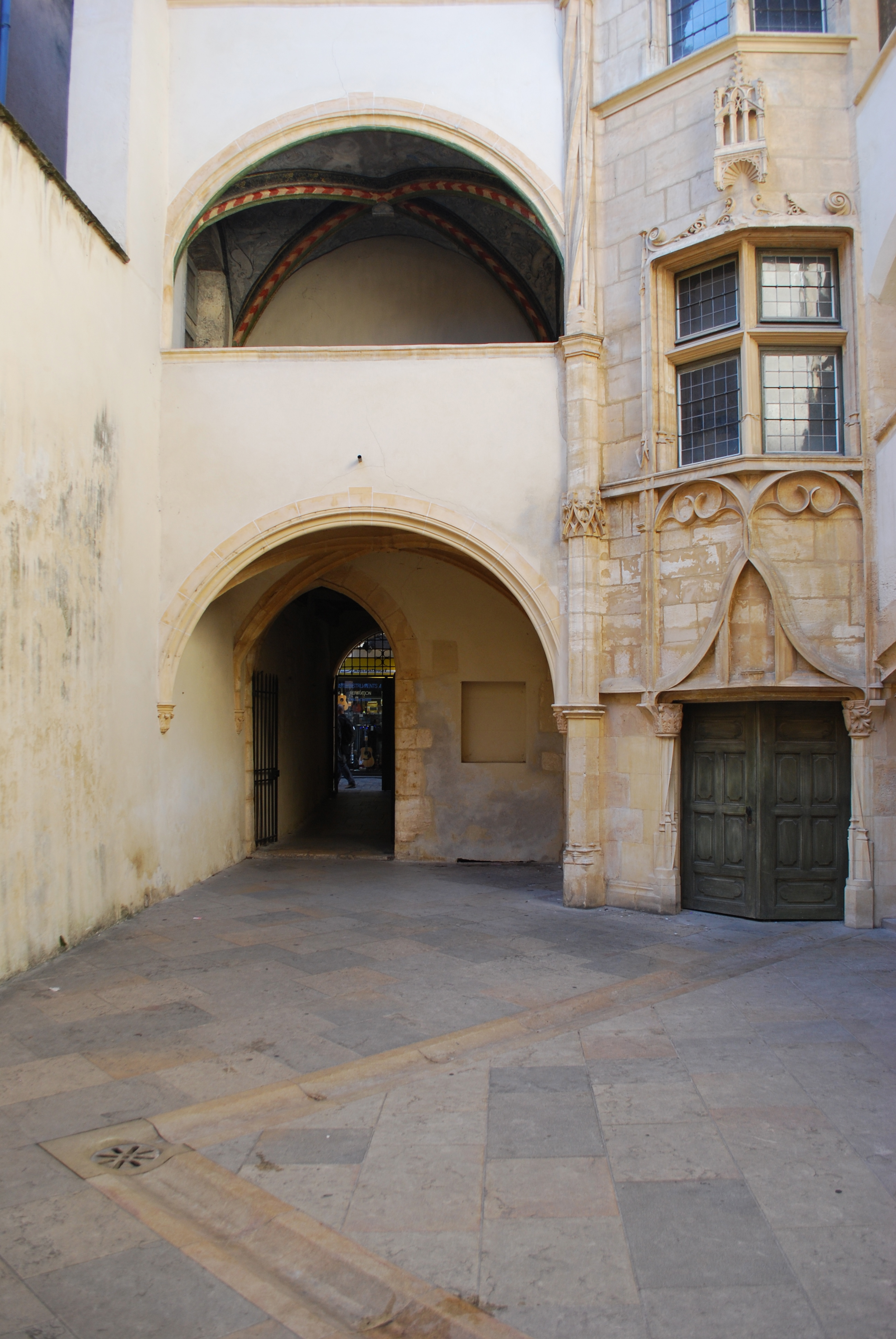
Ornements gothiques de la cour.